# Relictoseborgia relicta
Relictoseborgia relicta is een vlokreeftensoort uit de familie van de Seborgiidae. De wetenschappelijke naam van de soort is voor het eerst geldig gepubliceerd in 1980 door Holsinger.